# Acksjöns naturreservat
Acksjöns naturreservat är ett naturreservat i Krokoms kommun i Jämtlands län.
Området är naturskyddat sedan 2019 och är 20 hektar stort. Reservatet ligger väster om Storsjöns vik Åssjön och består av kalkrik mark som varit en sjöbotten.